# Arcipelago Campana
L'arcipelago Campana è un gruppo di isole del Cile meridionale, a sud del golfo di Penas, nell'oceano Pacifico. Appartiene alle regioni di Aysén e di Magellano e dell'Antartide Cilena, alle province di Capitán Prat e di Última Esperanza a ai rispettivi comuni di Tortel e Natales.
Per circa 6 000 anni le coste di queste isole erano abitate dal popolo Kaweshkar. All'inizio del XXI secolo, la popolazione si è praticamente estinta, decimata dai colonizzatori.

## Geografia
L'arcipelago Campana si trova accostato ad ovest dell'arcipelago Wellington e si estende da nord a sud per 76 M, fino al golfo Ladrillero. I canali Fallos e Ladrillero, sul suo lato orientale, lo separano dall'arcipelago Wellington, mentre le sue coste occidentali sono bagnate dall'oceano Pacifico.

### Le isole
- Campana, l'isola maggiore
- Patricio Lynch
- Cabrales, si trova a sud dell'isola Patricio Lynch; a est il canale Octubre la separa dall'isola Campana ( 48°45′S 75°30′W). Cabrales è lunga 16 miglia per un massimo di 6 di larghezza.
- Riquelme, situata a ovest di Cabrales, tra quest'ultima e Campana; a sud si affaccia sul canale del Castillo ( 48°40′15″S 75°15′42″W). L'isola misura 7 miglia per 3.
- Hyatt, si trova al centro del canale del Castillo, a sud di Cabrales e a nord di Esmeralda ( 48°45′43″S 75°22′49″W); l'isola misura circa 7 miglia per 2.
- Aldea, l'isola ha una forma triangolare, i suoi lati maggiori misurano 13 miglia per 7; ha una superficie di 202,1 km²[1]. Si trova tra Campana (a nord-ovest) separata dal canale del Castillo; Orella (a sud-ovest) separata dal canale Cochrane; e le isole Wellington e Knorr (a est) separate dal canale Fallos 48°45′S 75°08′W.
- Videla, situata a nord di Esmeralda e a ovest di Orella, il suo lato nord si affaccia sul canale del Castillo 48°47′07″S 75°17′27″W.
- Esmeralda
- Orella, si trova a est di Esmeralda e a sud di Aldea; si affaccia a sud sul canale Ladrillero e a est sul canale Fallos che la divide dall'isola Wellington (48°52′19″S 75°06′01″W); l'isola ha una superficie di 206 km²[2] e misura circa 13 miglia per 10. La profonda insenatura che si apre a est, la Bahía Prusiana, offre opportunità di ancoraggio nel porto Köning.
- Covadonga, a sud-ovest di Esmeralda, da cui la separa il canale Riquelme l'isola si apre a ovest sul Pacifico; il canale Covadonga la separa a sud dall'isola Stosch (49°01′12″S 75°34′42″W). L'isola misura 9 miglia di lunghezza per 4 di larghezza. Al centro dell'isola si alza il monte Corcovado che misura 811 metri.
- Stosch.

### Flora e fauna
Sulle pendici e tra le colline cresce una fitta foresta che si stabilisce negli interstizi delle rocce. Normalmente gli alberi non si sviluppano oltre 50 metri sopra il livello del mare, ma dove l'area è riparata dal vento il livello sale a 200 e 300 metri. Sulla roccia nuda crescono licheni e muschi. Tra gli alberi ci sono il faggio, il tepú e il canelo.
Il regno animale è molto ridotto: sono presenti volpi, roditori, lupi e nutrie. Tra gli uccelli terrestri e acquatici possiamo trovare il martin pescatore, l'ittero australe, il tordo, il cigno, l'anatra, il pinguino, l'oca testagrigia, il gabbiano e l'anatra vaporiera di Magellano. I mari sono popolati da: robalo, pejerrey, blanquillo, granchi reali, granchi reali australi, ricci di mare e mitili.